# Perth-Klasse
Die Perth-Klasse war eine Klasse von drei Lenkwaffenzerstörern der Royal Australian Navy. Es wurden drei Einheiten dieser Modifikation der amerikanischen Charles-F.-Adams-Klasse gebaut.

## Geschichte
Die ersten beiden Einheiten der Perth-Klasse wurden Anfang 1962 in Auftrag gegeben, eine dritte im Juni 1963. Diese Einheiten wurden von der Defoe Shipbuilding Company in Bay City, Michigan gefertigt. Die Kosten lagen bei 45 Mio. US-Dollar pro Einheit. Die Indienststellungen erfolgten 1965 und 1966. Die drei Einheiten waren die ersten australischen Schiffe mit Lenkwaffen und außerdem die erste Bestellung amerikanischen Marinedesigns. Bisher waren britische Schiffe gekauft worden.
Die drei Einheiten wurden im Vietnamkrieg eingesetzt, eine weitere außerdem im Zweiten Golfkrieg.
1993 wurde das amerikanische Schwesterschiff Goldsborough von der RAN erworben, um als Ersatzteilspender zu dienen, es wurde aber nie offiziell in Dienst gestellt. Die drei Einheiten wurden um die Jahrtausendwende außer Dienst gestellt und wurden vor der Küste als Tauchwracks versenkt. Die Goldsborough wurde in Indien abgebrochen.
Die Zerstörer wurden durch die Lenkwaffenfregatten der ANZAC-Klasse ersetzt.

## Einheiten
| Kennung | Name               | Bauwerft                             | Kiellegung         | Stapellauf         | Indienststellung  | Außerdienststellung |
| ------- | ------------------ | ------------------------------------ | ------------------ | ------------------ | ----------------- | ------------------- |
| D 38    | HMAS Perth (II)    | Defoe Shipbuilding Company, Bay City | 21. September 1962 | 28. September 1963 | 17. Juli 1965     | 15. Oktober 1999    |
| D 39    | HMAS Hobart (II)   | Defoe Shipbuilding Company, Bay City | 26. Oktober 1962   | 9. Januar 1964     | 18. Dezember 1965 | 12. Mai 2000        |
| D 41    | HMAS Brisbane (II) | Defoe Shipbuilding Company, Bay City | 15. Februar 1965   | 5. Mai 1966        | 16. Dezember 1967 | 19. Oktober 2001    |

## Technik
Die technischen Daten entsprechen weitgehend denen ihrer amerikanischen Pendants. Lediglich ein Teil der Waffen an Bord wurde ausgetauscht. Dabei wurde das amerikanische Raketentorpedosystem ASROC durch ein ähnliches System aus australischer Fertigung ersetzt. Dieses Ikara genannte Abschusssystem hat ähnliche Leistungsdaten, erforderte aber auch eine Umgestaltung des Aufstellungsortes. So mussten zwischen vorderen Aufbauten und Schornstein zusätzlich zwei Deckshäuser installiert werden. Der Lenkwaffenstarter für RIM-24 Tartar und die Mark-42-Mehrzweckgeschütze blieben erhalten.